# Norkring
Norkring AS is een aanbieder van digitale televisie- en radio-uitzendingen in Noorwegen en België. In Noorwegen baat Norkring een Digital Video Broadcasting – Terrestrial (DVB-T) netwerk uit voor Norges Televisjon, evenals een FM- en Digital Audio Broadcasting (DAB)-radio. In België baat Norkring een DVB-T-, DVB-T2-, FM-, DAB- en DAB+-netwerk uit. Het baatte ook een DVB-T-netwerk uit in Slovenië, tussen 2010 en 2012. 
Norkring is eigendom van Telenor, Norkring België is voor 75 procent eigendom van Norkring en voor 25 procent van Participatiemaatschappij Vlaanderen.

## Netwerk

### Noorwegen
Norkring AS is een volledige dochteronderneming van Telenor. Behalve lokale radiostations is het bedrijf de enige terrestrische televisiezender in Noorwegen. Norkring's Noorse technische centrum en kantoren bevinden zich in Fornebu. De omroepdiensten vallen onder de regelgeving van de Noorse Media Autoriteit en de Noorse Post en Telecommunicatie Autoriteit.
Het DVB-T-netwerk is eigendom van Norges Televisjon, die ook de concessie in handen heeft van 2007 tot 2022. Ze hebben de aanleg en exploitatie van het netwerk uitbesteed aan Norkring. Het netwerk is gebaseerd op DVB-T-transmissie met MPEG-4-codering met vijf multiplexen. Elke multiplex geeft een capaciteit van 20 megabit aan contentdistributie. Het televisienetwerk bestrijkt 95 procent van de bevolking; de rest moet toegang hebben tot satelliettelevisie.

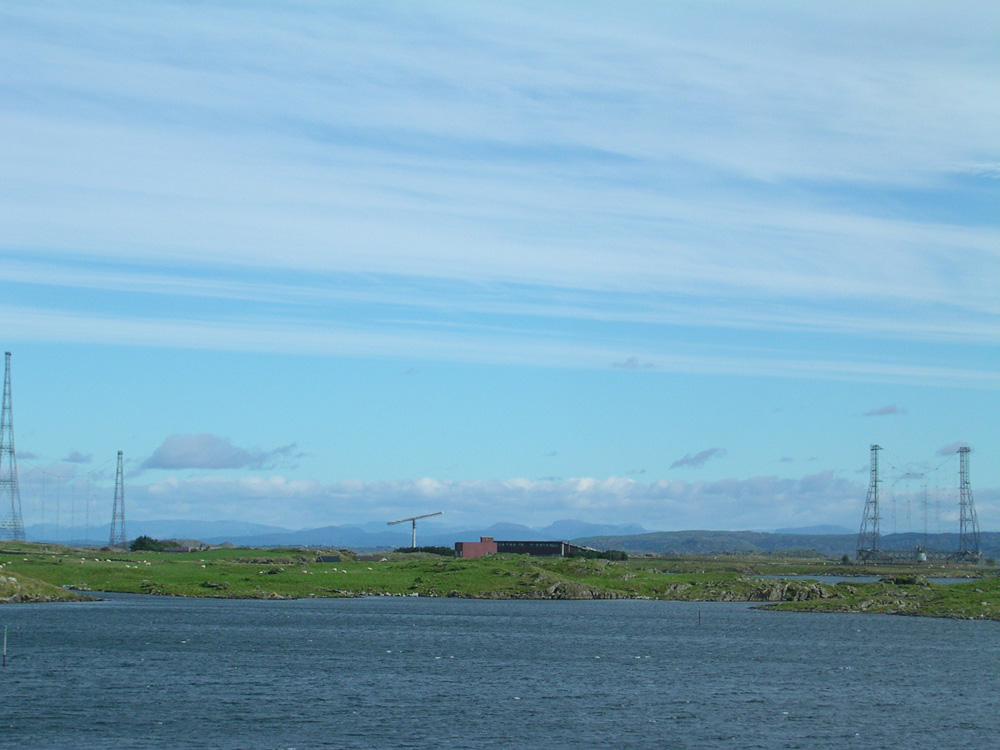
Kvitsøy is de enige kortegolfzender van Noorwegen

### België

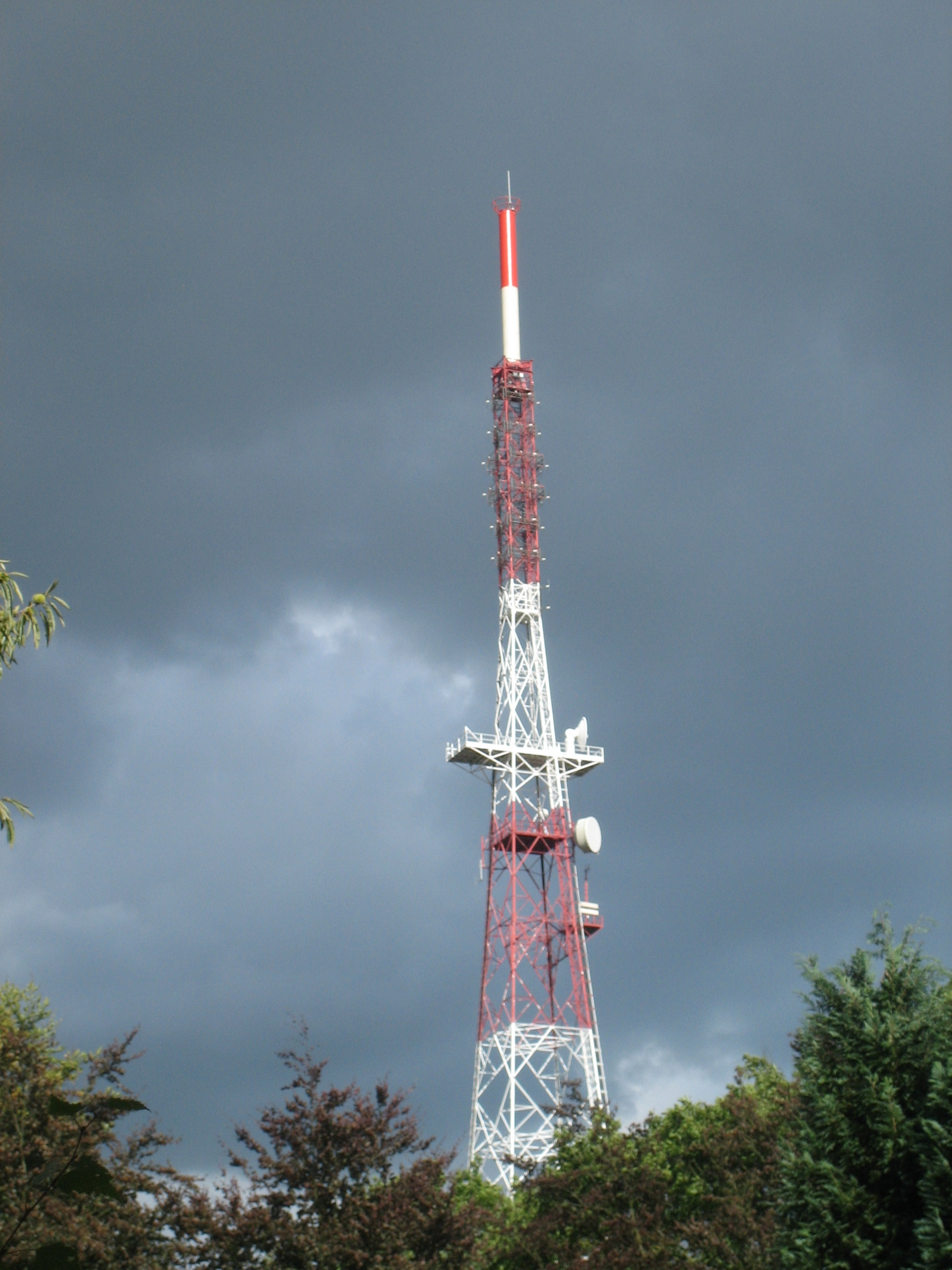
Zender in Schoten, België

Norkring België is voor 75 procent eigendom van Norkring en voor 25 procent van Participatiemaatschappij Vlaanderen (PMV), dat opnieuw eigendom is van de Vlaamse Overheid. Norkring België baat 24 zendersites uit voor FM, DAB, DAB+, DVB-T en DVB-T2 in Vlaanderen en Brussel, waarvan tien op hun eigen masten. Deze bestaan uit zelfdragende masten in Schoten, Oostvleteren en Genk, getuide masten in Egem en Veltem, een mast op een kantoorgebouw in Brussel en betonnen masten in Sint-Pieters-Leeuw, Attenrode Wever en Brussegem. Naast het DVB-T-netwerk biedt Norkring co-locatie van andere antennes op acht masten. De technische zetel van het bedrijf is gevestigd in Sint-Pieters-Leeuw. De diensten vallen onder de regulering van het Belgisch Instituut voor Postdiensten en Telecommunicatie.
DVB-T en DVB-T2 Broadcasting bestaat uit drie free-to-air zenders: Eén, Canvas en Ketnet, allemaal aangeboden door de openbare VRT. Daarnaast wordt in een overeenkomst met Telenet DVB-T-uitzendingen aangeboden als betaaltelevisie . Later zendt ook Vijf, Vier, Acht, National Geographic Channel, MTV, Kanaal Z. uit, Nickelodeon, Njam!, Studio 100 en MENT TV. VRT en Telenet betalen elk 10 miljoen euro per jaar voor de uitzending.  Telenet is op 31 maart 2014 gestopt met uitzendingen via DVB-T(2).  De VRT volgde op 1 december 2018 en TV Vlaanderen op 1 september 2024.

### Slovenië
Tussen 1 september 2010 en maart 2012 baatte Norkring, een volledige dochteronderneming van Norkring AS, een van de twee multiplexen uit in Slovenië. Het netwerk bestond uit 26 zenders en dekte 90 procent van de bevolking. Het was een van de twee multiplexen die op de markt actief waren en er werden twee kanalen voor gekozen: Pink SI en TV 3. Het netwerk viel onder de regulering van het Agentschap voor Post en Elektronische Communicatie.